# Muráň
Muráň este o comună slovacă, aflată în districtul Revúca din regiunea Banská Bystrica, pe malul râului Muráň⁠(d). Localitatea se află la altitudinea de 393 m deasupra n.m., se întinde pe o suprafață de 103,15379 km2 și în 2017 număra 1.229 de locuitori. Se învecinează cu comuna Muránska Zdychava.
Localitatea este înfrățită cu Fryšták.

## Istoric
Localitatea Muráň este atestată documentar din 1321.

## Demografie
| An:                | 1994 | 2004   | 2014   | 2024   |
| ------------------ | ---- | ------ | ------ | ------ |
| Număr de persoane: | 1284 | 1258   | 1237   | 1167   |
| Diferență:         |      | −2,02% | −1,66% | −5,65% |

| An:                | 2023 | 2024   |
| ------------------ | ---- | ------ |
| Număr de persoane: | 1175 | 1167   |
| Diferență:         |      | −0,68% |